# 大嶽理恵
大嶽 理恵（おおたけ りえ、1977年8月15日 - ）は、日本の政治家。立憲民主党所属の衆議院議員（1期）。愛知県議会議員（3期）、豊川市議会議員（2期）を歴任。JAM組織内議員。
2007年の初出馬より、全てひらがなの「おおたけりえ」の表記を用いて選挙運動・議員活動をしている。

## 来歴
愛知県蒲郡市生まれ。蒲郡市立竹島小学校、蒲郡市立蒲郡中学校、愛知県立時習館高等学校、南山大学法学部法律学科を卒業。中学生の時にリクルート事件などの汚職事件の報道に触れ政治に関心を持ち、土井たか子日本社会党委員長ら女性議員への憧れから政治家を志す。
島聡衆議院議員秘書、鈴木克昌衆議院議員秘書を務めたのち、2007年4月22日執行の豊川市議会議員選挙に、無所属で立候補し初当選。市議を2期務める。
2015年4月12日執行の愛知県議会選挙に、豊川市選挙区から民主党公認で立候補し初当選。県議は3期務め、2018年の民進党解党後は旧国民民主党に所属した。
2024年9月、立憲民主党愛知県連が次期衆院選愛知14区に大嶽の擁立する方針を決定。この時点では大嶽は同党に所属していなかったが、後に入党し、同年10月27日執行の第50回衆議院議員総選挙では、選挙区で自由民主党前職の今枝宗一郎に敗れたが、比例区で復活当選を果たした。

## 政策・主張

### 外交・安全保障
- 日本国憲法の改正に賛成。憲法9条を改正して自衛隊を明記することには反対[8]。
- 日本の防衛力の強化は必要だが、費用は抑制すべき[9][8]

### 経済
- 解雇規制の緩和に「やや反対」[9]
- 原子力発電所は今後も活用すべき[9]
- 今後は再生可能エネルギーを主力電源とするべき[8]
- 富裕層への課税強化に賛成[8]

### 社会
- 選択的夫婦別姓制度の導入に賛成[9][8]
- 同性結婚の合法化に賛成[9][8]
- 女性天皇・女系天皇に賛成[9][8]
- クオータ制の導入に賛成[8]
- 外国人労働者を今より積極的に受け入れるべき[9]

## 選挙歴
| 当落 | 選挙                     | 執行日         | 年齢 | 選挙区       | 政党       | 得票数    | 得票率 | 定数 | 得票順位 /候補者数 | 政党内比例順位 /政党当選者数 |
| ---- | ------------------------ | -------------- | ---- | ------------ | ---------- | --------- | ------ | ---- | ------------------ | ---------------------------- |
| 当   | 2007年豊川市議会議員選挙 | 2007年4月22日  | 29   | ーー         | 無所属     | 3150票    | ーー   | 30   | 1/34               | /                            |
| 当   | 2011年豊川市議会議員選挙 | 2011年4月24日  | 33   | ーー         | 民主党     | 3570票    | ーー   | 30   | 1/42               | /                            |
| 当   | 2015年愛知県議会議員選挙 | 2015年4月12日  | 37   | 豊川市選挙区 | 民主党     | 1万7978票 | 29.43% | 3    | 1/5                | /                            |
| 当   | 2019年愛知県議会議員選挙 | 2019年4月7日   | 41   | 豊川市選挙区 | 無所属     | ーー票    | ーー   | 3    | /3                 | /                            |
| 当   | 2023年愛知県議会議員選挙 | 2023年4月9日   | 45   | 豊川市選挙区 | 無所属     | 2万2028票 | 41.30% | 3    | 1/4                | /                            |
| 比当 | 第50回衆議院議員総選挙   | 2024年10月27日 | 47   | 愛知県第14区 | 立憲民主党 | 6万4763票 | 39.23% | 1    | 2/3                | 3/6                          |